# Kamila Dubcová
Kamila Dubcová (Valašské Meziříčí, 17 gennaio 1999) è una calciatrice ceca, centrocampista del St. Pölten e della nazionale ceca.
È sorella gemella di Michaela, con cui ha condiviso l'attività sportiva e professionale vestendo fino al 2020 e poi, dopo due anni separate, dal 2022 la stessa maglia di club.

## Carriera

### Club
Kamila Dubcová ha iniziato a giocare a calcio assieme alla sorella gemella Michaela nello Slovácko, esordendo nella I. liga žen, la massima serie del campionato ceco. Nell'estate 2018 entrambe si sono trasferite allo Slavia Praga. Con lo Slavia Praga arriva seconda in campionato dietro le rivali dello Sparta Praga e perde ai tiri di rigore la finale della coppa nazionale, sempre contro lo Sparta. Con la maglia biancorossa dello Slavia ha esordito in UEFA Women's Champions League, giocando in tutte le partite disputate dallo Slavia tra le qualificazioni e la fase a eliminazione diretta, conclusa ai quarti di finale, e realizzando due reti nelle qualificazioni.
Nel luglio 2019 Kamila Dubcová, assieme alla sorella Michaela, si è trasferita in Italia al Sassuolo. Ha esordito in Serie A contro la Pink Sport Time nella sfida, terminata in parità, valida per la prima giornata di campionato il 14 settembre 2019. Nel corso della stagione 2019-2020, interrotta all'inizio di marzo 2020 a causa della pandemia di COVID-19, ha giocato in tutte le partite ufficiali disputate dal Sassuolo, realizzando due reti in campionato. La stagione 2020-2021 è stata la prima in cui Kamila e Michaela si sono separate, visto che Kamila ha rinnovato il contratto col Sassuolo, mentre Michaela è tornata in patria allo Slovácko.
Dopo due stagioni giocate in maglia neroverde, il 20 luglio 2022 firma, insieme alla sorella, un contratto biennale con il Milan, sempre in Serie A.
Il 2 luglio 2024, viene annunciato il suo ingaggio a titolo definitivo da parte del St. Pölten, nella massima serie austriaca, con cui firma un contratto biennale.

### Nazionale
Kamila Dubcová ha fatto parte delle selezioni Under-17 e Under-19 della Repubblica Ceca, prendendo parte ai campionati europei di categoria. Con la selezione Under-17 ha preso parte alla fase finale del campionato europeo 2016, disputatosi in Bielorussia, alla quale la nazionale ceca partecipava per la prima volta. Con la selezione Under-19 ha partecipato alle fasi di qualificazioni ai campionati europei nel triennio 2016-2018, senza che la nazionale ceca riuscisse ad accedere alla fase finale.
Ha fatto il suo esordio nella nazionale maggiore della Repubblica Ceca il 13 luglio 2017 nell'amichevole contro la nazionale Under-19 degli Stati Uniti, partita vinta dalle ceche per 5-2 e la prima rete venne messa a segno proprio dall'esordiente Kamila Dubcová. L'anno dopo è stata nuovamente convocata in nazionale dall'allenatore Karel Rada in occasione della sfida alla Slovenia del 31 agosto 2018, valida per le qualificazioni al campionato mondiale 2019. Nel marzo 2019 ha fatto parte della rosa che ha partecipato alla Cyprus Cup. Disputò tutte e quattro le partite del torneo e realizzò una doppietta nel finale della partita contro il Sudafrica pochi minuti dopo il suo ingresso in campo, grazie alla quale le ceche ribaltarono il risultato. Anche nell'edizione 2020 della Cyprus Cup ha fatto parte della rosa della nazionale ceca, giocando entrambe le partite del torneo.
Kamila Dubcová è diventata un punto fermo della nazionale ceca in occasione delle qualificazioni al campionato europeo 2022, venendo sempre convocata e scendendo in campo in tutte e otto le partite del girone D, e realizzando tre reti.

## Statistiche

### Presenze e reti nei club
Statistiche aggiornate al 18 maggio 2024.
| Stagione        | Squadra         | Campionato      | Campionato | Campionato | Coppe nazionali | Coppe nazionali | Coppe nazionali | Coppe internazionali | Coppe internazionali | Coppe internazionali | Altre coppe | Altre coppe | Altre coppe | Totale | Totale |
| Stagione        | Squadra         | Comp            | Pres       | Reti       | Comp            | Pres            | Reti            | Comp                 | Pres                 | Reti                 | Comp        | Pres        | Reti        | Pres   | Reti   |
| --------------- | --------------- | --------------- | ---------- | ---------- | --------------- | --------------- | --------------- | -------------------- | -------------------- | -------------------- | ----------- | ----------- | ----------- | ------ | ------ |
| 2017-2018       | Slovácko        | ILZ             | ?          | ?          | CRC             | ?               | ?               | -                    | -                    | -                    | -           | -           | -           | ?      | ?      |
| 2018-2019       | Slavia Praga    | ILZ             | ?          | ?          | CRC             | ?               | ?               | UWCL                 | 9                    | 2                    | -           | -           | -           | 9+     | 2+     |
| 2019-2020       | Sassuolo        | A               | 16         | 2          | CI              | 2               | 0               | -                    | -                    | -                    | -           | -           | -           | 18     | 2      |
| 2020-2021       | Sassuolo        | A               | 15         | 9          | CI              | 4               | 0               | -                    | -                    | -                    | -           | -           | -           | 19     | 9      |
| 2021-2022       | Sassuolo        | A               | 21         | 7          | CI              | 2               | 1               | -                    | -                    | -                    | SI          | 1           | 0           | 24     | 8      |
| Totale Sassuolo | Totale Sassuolo | Totale Sassuolo | 52         | 18         |                 | 8               | 1               |                      | -                    | -                    |             | 1           | 0           | 61     | 19     |
| 2022-2023       | Milan           | A               | 25         | 1          | CI              | 6               | 1               | -                    | -                    | -                    | -           | -           | -           | 31     | 2      |
| 2023-2024       | Milan           | A               | 17         | 3          | CI              | 3               | 3               | -                    | -                    | -                    | -           | -           | -           | 20     | 6      |
| Totale Milan    | Totale Milan    | Totale Milan    | 42         | 4          |                 | 9               | 4               |                      | -                    | -                    |             | -           | -           | 51     | 8      |
| Totale carriera | Totale carriera | Totale carriera | 94+        | 22+        |                 | 17+             | 5+              |                      | 9                    | 2                    |             | 1           | 0           | 121+   | 29+    |

### Cronologia presenze e reti in nazionale
| Cronologia completa delle presenze e delle reti in nazionale ― Rep. Ceca | Cronologia completa delle presenze e delle reti in nazionale ― Rep. Ceca | Cronologia completa delle presenze e delle reti in nazionale ― Rep. Ceca | Cronologia completa delle presenze e delle reti in nazionale ― Rep. Ceca | Cronologia completa delle presenze e delle reti in nazionale ― Rep. Ceca | Cronologia completa delle presenze e delle reti in nazionale ― Rep. Ceca | Cronologia completa delle presenze e delle reti in nazionale ― Rep. Ceca | Cronologia completa delle presenze e delle reti in nazionale ― Rep. Ceca |
| Data                                                                     | Città                                                                    | In casa                                                                  | Risultato                                                                | Ospiti                                                                   | Competizione                                                             | Reti                                                                     | Note                                                                     |
| ------------------------------------------------------------------------ | ------------------------------------------------------------------------ | ------------------------------------------------------------------------ | ------------------------------------------------------------------------ | ------------------------------------------------------------------------ | ------------------------------------------------------------------------ | ------------------------------------------------------------------------ | ------------------------------------------------------------------------ |
| 13-7-2017                                                                | Praga                                                                    | Rep. Ceca                                                                | 5 – 2                                                                    | Stati Uniti                                                              | Amichevole                                                               | 1                                                                        | 59’, vs Stati Uniti Under-19                                             |
| 31-8-2018                                                                | Jablonec nad Nisou                                                       | Rep. Ceca                                                                | 2 – 0                                                                    | Slovenia                                                                 | Qual. Mondiali 2019                                                      | -                                                                        |                                                                          |
| 4-9-2018                                                                 | Reykjavík                                                                | Islanda                                                                  | 1 – 1                                                                    | Rep. Ceca                                                                | Qual. Mondiali 2019                                                      | -                                                                        |                                                                          |
| 4-10-2018                                                                | Staré Město                                                              | Rep. Ceca                                                                | 2 – 0                                                                    | Slovacchia                                                               | Amichevole                                                               | 1                                                                        |                                                                          |
| 7-10-2018                                                                | Kroměříž                                                                 | Rep. Ceca                                                                | 2 – 0                                                                    | Slovacchia                                                               | Amichevole                                                               | -                                                                        |                                                                          |
| 27-2-2019                                                                | Pyla                                                                     | Corea del Nord                                                           | 4 – 2                                                                    | Rep. Ceca                                                                | Cyprus Cup 2019                                                          | -                                                                        |                                                                          |
| 1-3-2019                                                                 | Larnaca                                                                  | Finlandia                                                                | 1 – 2                                                                    | Rep. Ceca                                                                | Cyprus Cup 2019                                                          | -                                                                        | 62’                                                                      |
| 4-3-2019                                                                 | Larnaca                                                                  | Rep. Ceca                                                                | 2 – 1                                                                    | Sudafrica                                                                | Cyprus Cup 2019                                                          | 2                                                                        | 68’                                                                      |
| 6-3-2019                                                                 | Paralimni                                                                | Rep. Ceca                                                                | 1 – 2                                                                    | Messico                                                                  | Cyprus Cup 2019 - Finale 5º posto                                        | -                                                                        |                                                                          |
| 14-6-2019                                                                | Chomutov                                                                 | Rep. Ceca                                                                | 2 – 0                                                                    | Russia                                                                   | Amichevole                                                               | -                                                                        | 79’                                                                      |
| 17-6-2019                                                                | Chomutov                                                                 | Rep. Ceca                                                                | 1 – 0                                                                    | Russia                                                                   | Amichevole                                                               | 1                                                                        |                                                                          |
| 30-8-2019                                                                | Chișinău                                                                 | Moldavia                                                                 | 0 – 7                                                                    | Rep. Ceca                                                                | Qual. Euro 2022                                                          | -                                                                        | 45’                                                                      |
| 8-10-2019                                                                | Praga                                                                    | Rep. Ceca                                                                | 1 – 5                                                                    | Spagna                                                                   | Qual. Euro 2022                                                          | -                                                                        |                                                                          |
| 7-11-2019                                                                | Baku                                                                     | Azerbaigian                                                              | 0 – 4                                                                    | Rep. Ceca                                                                | Qual. Euro 2022                                                          | 1                                                                        | 74’                                                                      |
| 12-11-2019                                                               | České Budějovice                                                         | Rep. Ceca                                                                | 2 – 3                                                                    | Inghilterra                                                              | Amichevole                                                               | -                                                                        | 85’                                                                      |
| 5-3-2020                                                                 | Larnaca                                                                  | Rep. Ceca                                                                | 1 – 1                                                                    | Finlandia                                                                | Cyprus Cup 2020                                                          | -                                                                        |                                                                          |
| 8-3-2020                                                                 | Larnaca                                                                  | Messico                                                                  | 0 – 0                                                                    | Rep. Ceca                                                                | Cyprus Cup 2020                                                          | -                                                                        | 57’                                                                      |
| 18-9-2020                                                                | Chomutov                                                                 | Rep. Ceca                                                                | 0 – 0                                                                    | Polonia                                                                  | Qual. Euro 2022                                                          | -                                                                        |                                                                          |
| 22-9-2020                                                                | Bielsko-Biała                                                            | Polonia                                                                  | 0 – 2                                                                    | Rep. Ceca                                                                | Qual. Euro 2022                                                          | 1                                                                        |                                                                          |
| 23-10-2020                                                               | Siviglia                                                                 | Spagna                                                                   | 4 – 0                                                                    | Rep. Ceca                                                                | Qual. Euro 2022                                                          | -                                                                        | 75’                                                                      |
| 27-10-2020                                                               | Chomutov                                                                 | Rep. Ceca                                                                | 3 – 0                                                                    | Azerbaigian                                                              | Qual. Euro 2022                                                          | -                                                                        | 46’                                                                      |
| 1-12-2020                                                                | Chomutov                                                                 | Rep. Ceca                                                                | 7 – 0                                                                    | Moldavia                                                                 | Qual. Euro 2022                                                          | 1                                                                        |                                                                          |
| 9-4-2021                                                                 | Chomutov                                                                 | Rep. Ceca                                                                | 1 – 1                                                                    | Svizzera                                                                 | Qual. Euro 2022 - Play-off                                               | -                                                                        |                                                                          |
| 13-4-2021                                                                | Thun                                                                     | Svizzera                                                                 | 1 – 1 dts (3 - 2 dtr)                                                    | Rep. Ceca                                                                | Qual. Euro 2022 - Play-off                                               | -                                                                        | 64’                                                                      |
| 17-9-2021                                                                | Groninga                                                                 | Paesi Bassi                                                              | 1 – 1                                                                    | Rep. Ceca                                                                | Qual. Mondiali 2023                                                      | -                                                                        |                                                                          |
| 21-9-2021                                                                | Liberec                                                                  | Rep. Ceca                                                                | 8 – 0                                                                    | Cipro                                                                    | Qual. Mondiali 2023                                                      | 1                                                                        |                                                                          |
| 22-10-2021                                                               | Reykjavík                                                                | Islanda                                                                  | 4 – 0                                                                    | Rep. Ceca                                                                | Qual. Mondiali 2023                                                      | -                                                                        | 83’                                                                      |
| 27-11-2021                                                               | Ostrava                                                                  | Rep. Ceca                                                                | 2 – 2                                                                    | Paesi Bassi                                                              | Qual. Mondiali 2023                                                      | -                                                                        |                                                                          |
| 17-2-2022                                                                | Carson                                                                   | Stati Uniti                                                              | 0 – 0                                                                    | Rep. Ceca                                                                | SheBelieves Cup 2022                                                     | -                                                                        | 90+3’                                                                    |
| 20-2-2022                                                                | Carson                                                                   | Rep. Ceca                                                                | 1 – 2                                                                    | Islanda                                                                  | SheBelieves Cup 2022                                                     | -                                                                        |                                                                          |
| 12-4-2022                                                                | Teplice                                                                  | Rep. Ceca                                                                | 0 – 1                                                                    | Islanda                                                                  | Qual. Mondiali 2023                                                      | -                                                                        | 81’                                                                      |
| 24-6-2022                                                                | Belgrado                                                                 | Bielorussia                                                              | 2 – 1                                                                    | Rep. Ceca                                                                | Qual. Mondiali 2023                                                      | -                                                                        | 70’                                                                      |
| 1-9-2022                                                                 | Larnaca                                                                  | Cipro                                                                    | 0 – 6                                                                    | Rep. Ceca                                                                | Qual. Mondiali 2023                                                      | 1                                                                        |                                                                          |
| 6-9-2022                                                                 | Larnaca                                                                  | Rep. Ceca                                                                | 7 – 0                                                                    | Bielorussia                                                              | Qual. Mondiali 2023                                                      | -                                                                        | 72’                                                                      |
| 11-10-2022                                                               | Brighton                                                                 | Inghilterra                                                              | 0 – 0                                                                    | Rep. Ceca                                                                | Amichevole                                                               | -                                                                        |                                                                          |
| 15-11-2022                                                               | Bucarest                                                                 | Romania                                                                  | 1 – 2                                                                    | Rep. Ceca                                                                | Amichevole                                                               | -                                                                        | 90+4’                                                                    |
| 6-4-2023                                                                 | Chomutov                                                                 | Rep. Ceca                                                                | 2 – 0                                                                    | Marocco                                                                  | Amichevole                                                               | -                                                                        | 61’                                                                      |
| 11-4-2023                                                                | Wiener Neustadt                                                          | Austria                                                                  | 2 – 0                                                                    | Rep. Ceca                                                                | Amichevole                                                               | -                                                                        |                                                                          |
| Totale                                                                   |                                                                          | Presenze                                                                 | 38                                                                       |                                                                          | Reti                                                                     | 10                                                                       |                                                                          |

## Palmarès
- Miglior centrocampista della Serie A: 1

2020-2021